# بریده
بُرَیدَه (به عربی: مدینة بریدة)، شهری است در استان قصیم عربستان سعودی. اقتصاد این شهر اکثرا بر کشاورزی و صادرات غلات متمرکز است. جمعیت این شهر ۷۴۵,۳۵۳ تا سال ۲۰۲۱ تخمین زده شده است.

## جغرافیا
این شهر مرکز فرمانداری منقطهٔ (استان قصیم) است.
شهر بریده مابین راه أصلی ریاض و حائل و در نزدیکی شهر عنیزه واقع شده‌است؛ و یکی از مشهورترین بازارهای شتر فروشی در این شهر قرار دارد.
شهر بریده در حدود ۳۳۰ کیلومتر از شهر ریاض پایتخت عربستان سعودی فاصله دارد.